# Francesc Signes i Núñez
Francesc de Borja Signes i Núñez (l'Alcúdia, 27 de juliol de 1954) és un economista i polític valencià, alcalde de l'Alcúdia i diputat a les Corts Valencianes en la VII i VIII legislatures.
Llicenciat en ciències econòmiques per la Universitat de València, ha estat secretari general d'administració pública i de medi ambient de la Generalitat Valenciana el 1989-1995 i regidor (1983-1991) i alcalde de l'Alcúdia pel PSPV-PSOE del 1991 al 2007, cosa que li ha permès ser president de la Mancomunitat de la Ribera Alta i vicepresident de la Federació Valenciana de Municipis i Províncies.
Ha estat elegit diputat per la província de València a les eleccions a les Corts Valencianes de 2007 i 2011, i ha estat portaveu de Medi Ambient, Aigua, Urbanisme i Habitatge del Grup Socialista.